# 热讷维利耶站
热讷维利耶站，是法国的一个铁路车站，位于法国首都巴黎北郊的热讷维利耶境内，属于第三收费区（法語：Zone 3）。

## 位置
热讷维利耶站位于热讷维利耶市区的东北部，埃尔蒙-战神广场铁路14.33公里处。车站大致呈南北走向，是一个高架车站，其轨道和站台位于地上二层，入口则位于地面。

## 历史
热讷维利耶站建成于1988年。在此之前亦有同名的车站，位于现有车站站址以北大约600米处，其主站房现已另作它用。

## 设施
热讷维利耶站设有人工售票窗口，其开放时间为每天的6:30~20:50。热讷维利耶站的站厅内设有自动售票机等设施。前往站台设有自动闸机，乘客需持有法兰西岛交通通勤卡（法語：Navigo）或纸质车票才能进出。

## 停靠线路
以下列车线路在热讷维利耶站停靠：
| 热讷维利耶站列车线路表（区域线路） |            |           |                |                      |
| 起点                               | 上一站     | 线路      | 下一站         | 终点                 |
| 杜尔当/马西/奥斯特里茨             | 莱格雷西永 | [T] · (C) | 塞纳河畔埃皮奈 | 蒙蒂尼-博尚/蓬图瓦兹 |

## 配套交通

### 长途客车
热讷维利耶站附近暂无固定的长途客运线路。当RER C施工或罢工时，SNCF可能也会提供途径该线路沿途站点的临时大巴车。

### 市内交通
| 热讷维利耶站附近的市内公共交通线路 |                  | |
| 公交车站名称                       | 位置             | 停靠线路 |
| Gennevilliers RER 热讷维利耶快铁站 | 热讷维利耶站下方 | - ：热讷维利耶/塞纳河畔艾涅尔-莱库尔蒂耶地铁站 ↔ 努瓦西勒塞克-火车站 - 166路：巴黎18区-克利尼昂库尔门 ↔ 热讷维利耶-卢夫雷斯商贸中心 - 178路：皮托-拉德芳斯站 ↔ 热讷维利耶-快铁站 - 577路（RiverPlaza）：热讷维利耶/塞纳河畔艾涅尔-加布里埃尔·佩里地铁站 ↔ 热讷维利耶-快铁站 - 51路：巴黎第八区-圣拉扎尔站 ↔ 昂甘莱班-火车站 |
| 1. 2. 3.                           |                  | |

### 社会车辆
热讷维利耶站西侧设有社会车辆停车场。

## 临近车站
| 热讷维利耶站（Gare de Gennevilliers） |                     |                  |
| 上行车站                              | 线路                | 下行车站         |
| 莱格雷西永站                          | 埃尔蒙-战神广场铁路 | 塞纳河畔埃皮奈站 |
| - 本表仅显示运营中的线路及车站        |                     |                  |